# Ryszard Katus
Ryszard Katus (Stromiec, 29 marzo 1947) è un ex multiplista polacco, vincitore di una medaglia di bronzo ai Giochi olimpici di Monaco di Baviera 1972.

## Palmarès
| Anno | Manifestazione  | Sede              | Evento    | Risultato | Prestazione | Note |
| ---- | --------------- | ----------------- | --------- | --------- | ----------- | ---- |
| 1971 | Europei         | Helsinki          | Decathlon | 14º       | 7.417 pt.   |      |
| 1972 | Giochi olimpici | Monaco di Baviera | Decathlon | Bronzo    | 7.984 pt.   |      |
| 1974 | Europei         | Roma              | Decathlon | 5º        | 7.920 pt.   |      |
| 1976 | Giochi olimpici | Montréal          | Decathlon | 12º       | 7.616 pt.   |      |

## Campionati nazionali
- Oro nel 1974, 1975 e 1978.
- Argento nel 1969, 1973, 1976 e 1979.